# Black Mass
Black Mass (prt: Black Mass - Jogo Sujo; bra: Aliança do Crime) é um filme americano do género drama policial, realizado por Scott Cooper, e escrito por Mark Mallouk e Jez Butterworth, com base no livro Black Mass: The True Story of an Unholy Alliance Between the FBI and the Irish Mob dos autores Dick Lehr e Gerard O'Neill. Foi protagonizado por Johnny Depp, Joel Edgerton, Benedict Cumberbatch, Kevin Bacon, Jesse Plemons, Peter Sarsgaard, Rory Cochrane, Adam Scott, Dakota Johnson e Corey Stoll.
Teve sua estreia mundial na setuagésima-segunda edição do Festival de Veneza a 4 de setembro de 2015, e nos cinemas dos Estados Unidos a 18 de setembro do mesmo ano. Em Portugal foi exibido a 8 de outubro, em Angola a 9 de outubro, em Moçambique a 30 de outubro, e no Brasil a 12 de novembro de 2015.

## Elenco
- Johnny Depp como James "Whitey" Bulger
- Joel Edgerton como John Connolly
- Benedict Cumberbatch como William "Billy" Bulger[13][14]
- Rory Cochrane como Stephen "caçador" Flemmi
- Kevin Bacon como Charles McGuire[15]
- Jesse Plemons como Kevin Weeks
- Peter Sarsgaard como Brian Halloran[16]
- Dakota Johnson como Lindsey Cyr
- Corey Stoll como Fred Wyshak
- David Harbour como John Morris[17]
- Julianne Nicholson como Marianne Connolly
- Adam Scott como Robert Fitzpatrick[18]
- Brad Carter como John McIntyre
- William Earl Brown como Johnny Martorano
- Juno Temple como Deborah Hussey
- Erica McDermott como Mary Bulger
- Bill Camp como John Callahan
- Scott Anderson como Tommy King
- David De Black como Roger Wheeler
- Jamie Donnelly como Senhora Cody
- Patrick M. Walsh como Michael Donahue
- Jeremy Strong como Josh Bond[19] (não creditado)
- James Russo como Scott Garriola[20] (não creditado)
- Berglind Jónsdóttir como Anna Björnsdóttir (não creditada)